# Dara (Schiff)
Die Dara war ein 1948 in Dienst gestelltes motorbetriebenes Kombischiff der britischen Reederei British India Steam Navigation Company, das Passagiere, Post und Fracht vom Indischen Subkontinent nach Saudi-Arabien brachte. Am 8. April 1961 kam es im Persischen Golf zu einer heftigen Explosion auf dem Schiff, das sich auf dem Weg nach Basra befand. Feuer brach aus, Rettungsboote verunglückten, Abschleppversuche scheiterten und am übernächsten Tag ging die Dara unter. 238 Passagiere und Besatzungsmitglieder kamen ums Leben. Die Vermutung, dass ein Bombenattentat auf das Schiff verübt worden war, konnte nie eindeutig bewiesen werden. Der Dara-Zwischenfall gilt als eines der größten Unglücke der britischen Schifffahrt nach dem Zweiten Weltkrieg.

## Das Schiff
Das 5.030 BRT große Motorschiff Dara wurde bei Barclay, Curle and Company im Glasgower Stadtteil Whiteinch für die British India Steam Navigation Company, eine 1856 gegründete britische Dampfschifffahrtsgesellschaft mit Sitz in London, gebaut. Die Reederei hatte sich auf Personen- und Frachtbeförderung von indischen Häfen wie Kalkutta oder Bombay, aber auch von Sri Lanka oder Singapur in die Region des Persischen Golfs spezialisiert. Am 17. Dezember 1947 lief das 121,5 Meter lange Schiff vom Stapel, am 30. Juni 1948 wurde es fertiggestellt.
Die Dara transportierte Passagiere, Post und Fracht von Indien zu verschiedenen Häfen am Persischen Golf wie Dubai, Basra oder Kuwait. Registriert war sie jedoch in London. Sie hatte ein Schwesterschiff, die bereits im Juni 1947 fertiggestellte Dwarka (III) (4.851 BRT), die bis 1982 im Dienst war. An Bord waren oft britische Staatsbürger, die Posten im saudi-arabischen Raum bekleideten. Das Schiff hatte eine Passagierkapazität von insgesamt 1451 Personen in drei Preisklassen.

## Untergang
Am Donnerstag, dem 23. März 1961 legte die Dara in Bombay zu einer weiteren Überfahrt in die Golfregion ab. Das Kommando hatte Kapitän Charles Elson. An Bord befanden sich 819 Personen, darunter 132 Besatzungsmitglieder, 613 Passagiere (76 Kabinenpassagiere und 537 Deckpassagiere) sowie 74 Mitglieder des Hafenpersonals. Am 7. April lief das Schiff in Dubai ein, wo Fracht entladen wurde und Passagiere sich ausschifften, während andere an Bord kamen. Währenddessen setzten heftige Starkwinde und stürmischer Regen ein, was das Fortsetzen der Lade- und Boardingvorgänge unmöglich machte. Als die Dara dann auch noch mit einem griechischen Tanker zusammenstieß, entschied sich Kapitän Elson, sein Schiff aus dem Hafen herauszubringen. Es war keine Zeit mehr, die 80 Passagiere, die das Schiff eigentlich in Dubai verlassen wollten, von Bord gehen zu lassen. Die Dara lag in der folgenden Nacht außerhalb der Stadt vor Anker.
Um 04:40 Uhr morgens erschütterte eine heftige Explosion das Schiff, die den Bereich der Zweiten Klasse vollkommen zerstörte. Sofort ging der Alarm los. Kapitän Elson ließ um Hilfe funken und befahl das Verlassen des Schiffs. An Bord brach Panik aus. Versuche, das Feuer zu kontrollieren und zu löschen, scheiterten, da die Explosion sämtliche bordsinternen Betriebssysteme zerstört hatte. Es gab kein elektrisches Licht mehr, das Schiff konnte nicht mehr gesteuert werden und die Feuerlöschschläuche hatten keinen Wasserdruck.
Das Feuer, das sich auch aufgrund der immer noch vorherrschenden starken Winde sehr schnell über die Passagierdecks ausbreitete, zerstörte auch mehrere Rettungsboote. Einige andere Boote wurden überfüllt zu Wasser gelassen und kenterten, sodass ihre Insassen in die stürmische See geworfen wurden. Andere Rettungsboote ließen sich überhaupt nicht zu Wasser lassen. In der Panik sprangen viele Passagiere über Bord. Da das Licht ausgefallen war, wurde die Szenerie nur vom Schein der Flammen beleuchtet. Eine zweite Explosion erschütterte das Schiff. Sie war so laut und gewaltig, dass man sie im nahen Umm al-Qaiwain hören und auch die Flammen sehen konnte.
Gegen 06:30 Uhr morgens am 8. April war das brennende Schiff evakuiert. Britische, deutsche, japanische und norwegische Schiffe sowie der US-Zerstörer USS Laffey waren in der Nähe und nahmen Überlebende auf. 238 Menschen kamen durch den Vorfall ums Leben, darunter 19 Offiziere, 113 weitere Besatzungsmitglieder und 106 Passagiere. Dutzende wurden mit schweren Verletzungen wie Verbrennungen dritten Grades, Schnittwunden, Prellungen etc. in nahe gelegene Krankenhäuser gebracht. Viele litten an Schock und Erschöpfung. Drei britische Fregatten und ein US-Zerstörer schickten Männer an Bord der Dara, die das Feuer unter Kontrolle brachten. Das aus Glasgow stammende Bergungsschiff Ocean Salvor befestigte Trossen am Havaristen, um es nach Dubai schleppen zu können, aber am 10. April um 09.20 Uhr sank die Dara etwa drei Meilen vor der Stadt auf der Position 25° 34′ N, 55° 27′ O.
Es konnte nie eindeutig geklärt werden, was die Ursache für die Explosion an Bord der Dara gewesen war. Jahrzehntelang hielten sich Gerüchte, dass es sich um eine Bombe mit Zeitzünder eines omanischen Rebellen handelte. Die Bombe sollte ursprünglich beim Einlaufen des Schiffs in Maskat explodieren, aber aufgrund der stürmischen Wetterbedingungen in Dubai, die die Dara zum Rückzug zwangen, ging die Bombe auf offener See hoch. Es hat sich nie jemand zu einem Bombenattentat bekannt und es konnte nie etwas einwandfrei bewiesen werden. 
Das Wrack der Dara liegt in 15 Metern Tiefe auf seiner Steuerbordseite und ist in drei Teile zerbrochen. Seit den 1970er Jahren ist das Wrack ein beliebtes Tauchziel.